# Éveux
Éveux é uma comuna francesa na região administrativa de Auvérnia-Ródano-Alpes, no departamento de Ródano. Estende-se por uma área de 3,32 km². Em 2010 a comuna tinha 1 209 habitantes (densidade: 364,2 hab./km²).